# Tysse
Tysse est le centre administratif de la municipalité de Samnanger dans le comté de Vestland, en Norvège.

## Géographie
Le village est situé près de l'extrémité du Samnangerfjorden, immédiatement au sud de Haga, à l'embouchure de la rivière Tysseelva qui traverse la vallée de Tyssedalen. 